# Abdelatif Alouach
Abdelatif Alouach (né le 9 août 1976 à Alger, en Algérie) est un champion et recordman algérien d'apnée, qui a remporté plusieurs titre mondiaux dans différentes spécialités de l'apnée sportive,.

## Biographie
Il a évolué et grandit à Martigues (près de Marseille), après avoir été chasseur sous-marin pendant nombreuses années, aujourd’hui il mène une double carrière de sportif de haut niveau et d'instructeur d'apnée au sein de sa société de coaching et de formation à l’apnée.
Athlète de l’équipe de France de la FFESSM depuis 2018.

## Palmarès

### 2018
| Résultat                | Spécialité | Performance | Fédération |
| ----------------------- | ---------- | ----------- | ---------- |
| Vice-champion de France | CNF        | 66 m        |            |

### 2019
| Résultat                | Spécialité | Performance | Fédération |
| ----------------------- | ---------- | ----------- | ---------- |
| Vice-champion de France | CNF        |             |            |
| Vice-champion de France | FIM        |             |            |
| Record de France        | CWT.B      | 103 m       |            |
| Record de France        | FIM        | 102 m       |            |
| Record de France        | FIM        | 100 m       |            |
| Record de France        | CNF        | 82 m        |            |
| Vice-champion du monde  | CNF        |             | CMAS       |
| Vice-Champion du monde  | CWT.B      |             | CMAS       |
| Vice-Champion du monde  | FIM        |             | AIDA       |
| Vice-Champion du monde  | CNF        |             | AIDA       |

### 2021
| Résultat               | Spécialité | Performance | Fédération |
| ---------------------- | ---------- | ----------- | ---------- |
| Champion de France     | CNF        |             |            |
| Champion de France     | CWT.B      |             |            |
| Record du monde        | CWT.B      | 115 m       |            |
| Record de France       | CNF        | 85 m        |            |
| Record de France       | CWT.B      | 111 m       |            |
| Champion du monde      | CWT.B      |             | CMAS       |
| Vice-champion du monde | CNF        |             | CMAS       |
| Médaille de bronze     | FIM        |             | AIDA       |
| Vice-Champion du monde | CWT.B      |             | AIDA       |
| Vice-Champion du monde | FIM        |             | AIDA       |
| Vice-Champion du monde | CWT        |             | AIDA       |

### 2022
| Résultat               | Spécialité | Performance | Fédération |
| ---------------------- | ---------- | ----------- | ---------- |
| Champion de France     | CNF        |             |            |
| Champion de France     | CWT        |             |            |
| Record de France       | CWT        | 112 m       |            |
| Champion du monde      | CWT.B      |             | AIDA       |
| Champion du monde      | CNF        |             | AIDA       |
| Champion du monde      | CWT        |             | AIDA       |
| Vice-Champion du monde | FIM        |             | AIDA       |